# Benedict Goes
Benedict Goes (Soesterberg, 15 februari 1962) is een Nederlandse kunsthistoricus en erfgoedspecialist. Hij is sinds 2015 onbezoldigd directeur van het Amsterdam Pipe Museum.

## Levensloop en werkzaamheden
Na zijn studie aan de Universiteit Leiden werkte Goes als assistent museumconsulent in Zuid-Holland en bij diverse kleine musea. Als organisator van de Reuvensdagen, het jaarlijks archeologiecongres voor Nederland en Vlaanderen onder verantwoordelijkheid van de Stichting voor de Nederlandse Archeologie heeft Goes het congres geprofessionaliseerd en vergroot. Deelnemersaanallen stegen daardoor tussen 2000 en 2008 van 250 tot 850 archeologen en studenten, met participatie van alle ondersteunende en uitvoerende bedrijven.
Na een part-time start in 1998 als secretaris van ICOMOS Nederland, onderdeel van het wereldwijde advieslichaam voor monumenten en archeologie van UNESCO, werd zijn functie die hij tot 2012 behield uitgebreid tot uitvoerend directeur. Talloze Nederlandse erfgoedspecialisten heeft hij in die functie geselecteerd en voorgedragen als adviseur voor het Werelderfgoed. Van 2001 tot 2011 was hij bovendien secretaris van het International Scientific Committee on Shared Built Heritage (SBH), een van de 29 gespecialiseerde erfgoed comités van ICOMOS. In dit kader organiseerde hij o.a. conferenties in Malakka 2004 (Maleisië) en Paramaribo 2010 (Suriname).
Sinds de opening van het Pijpenkabinet in 1982 is Goes secretaris van de beheersstichting Stichting Pijpenkabinet. Na de verhuizing van het museum naar Amsterdam in 1995 en naamswijziging in Amsterdam Pipe Museum, bleef Goes op de achtergrond betrokken in bestuurszaken. Sinds 2015 heeft hij de functie van uitvoerend directeur op zich genomen. Zijn kracht is gelegen in zijn academische analyse van kansen en risico’s voor het museum, review van de wetenschappelijke output en het schrijven van beleidsnota’s en subsidieaanvragen. Daaronder is de gehonoreerde aanvraag voor het uitvoeren van de digitalisering van de collectie via het programma Digitaliseren met Beleid in 2007 zijn belangrijkste.

## Publicaties
Naast tal van interne beleidsnota’s en diverse webartikelen schreeft Goes een boek, waarvoor hij tevens het fotowerk maakte:
- 1993 25 Eeuwen roken, de verwonderlijke vormgeving van de pijp, Leiden
- 1993 (en)  The Intriguing Design of Tobacco Pipes, Leiden